# سیارک ۱۱۷۱۹
سیارک ۱۱۷۱۹ (به انگلیسی: 11719 Hicklen، نامگذاری:1998HT98) یازده هزار و هفتصد و نوزدهمین سیارک کشف شده‌است که در ۲۱ آوریل ۱۹۹۸ کشف شد.
قدر مطلق سیارک برابر ۲۰٫۴ است.